# Hörður Vilhjálmsson
Hörður Axel Vilhjálmsson (* 18. Dezember 1988 in Reykjavík, Island) ist ein isländischer Basketballspieler. Er spielt auf der Guardposition und kann sowohl als Point Guard als auch als Shooting Guard eingesetzt werden.

## Basketballkarriere
Hörður Axel Vilhjálmsson begann seine Karriere im Alter von 15 Jahren in seinem Heimatort bei Fjölnir Reykjavík. Durch seinen Bruder, der in Island Basketballtrainer ist, kam er zum Basketball. Mit 17 Jahren zog es ihn nach Spanien, kehrte aber wenig später wieder nach Island zurück. Nachdem er noch einmal in Spanien für einen Zweitligisten bei der Saisonvorbereitung mitwirkte, spielte er schließlich für den isländischen Erstligisten Keflavík. In der Saison 2010/11 stand Hörður Axel Vilhjálmsson in 30 Spielen durchschnittlich 33 Minuten auf dem Parkett und lieferte durchschnittlich 16,5 Punkte. Mit 7,3 Assists war er drittbester Vorlagengeber und kam des Weiteren auf einen Mittelwert von 2,5 Ballgewinnen je Begegnung, womit er in dieser Kategorie sogar zweitbester Spieler der Liga in der Saison war.
2011 wurde Hörður Axel Vilhjálmsson schließlich für die Mission „Wiederaufstieg“ vom Mitteldeutschen BC unter Vertrag genommen. Er erhielt einen Dreijahresvertrag, der sowohl in der ProA als auch in der Basketball-Bundesliga gültig war. In 37 Spielen stand er rund 23 Minuten auf dem Parkett und lieferte 9,6 Punkte und 2,3 Assists ab. Der MBC behielt sich im Vertrag vor, die Zusammenarbeit beenden zu können. Von dieser Möglichkeit machte der ProA-Aufsteiger 2011 allerdings keinen Gebrauch und so stand Hörður Axel Vilhjálmsson auch in der Basketball-Bundesliga in der MBC-Mannschaft. Er war zunächst Ersatzmann auf der Spielmacherposition, doch Hörður Axel Vilhjálmsson arbeitete sich in die Anfangsaufstellung vor. Nach den Verletzungen von Mannschaftskapitän Sascha Leutloff und dessen Stellvertreter Chad Timberlake übernahm Hörður Vilhjálmsson das Amt des Mannschaftskapitäns.
Am 17. Juni 2013 wurde bekannt, dass Hörður Axel Vilhjálmsson von der Option Gebrauch machte, sich aus seinem bestehenden Vertrag für einen vierstelligen Betrag herauszukaufen. Das sorgte beim Verein sowie bei Anhängern für Unverständnis und Enttäuschung, da fest mit ihm gerechnet wurde. Aufgrund der Europameisterschaft 2013 und dem damit verbundenen Fehlen von einigen Spielern verpflichtete der spanische Erstligist und Vizepokalsieger des ULEB Eurocup 2013 CB Bilbao Berri Hörður Axel Vilhjálmsson für die Saisonvorbereitung. Nach absolvierter Vorbereitungszeit wechselte er innerhalb der Liga zu CB Valladolid. Dort durchlebte der Isländer eine sportlich schwierige Zeit, da Valladolid nur drei seiner 34 Ligaspiele gewann.
Bereits innerhalb der Saison keimte der Wunsch auf wieder zum Mitteldeutschen BC zu wechseln. Am 3. Juni 2014 gab der Verein Hörður Axel Vilhjálmssons abermalige Verpflichtung bekannt. Er bestritt im Bundesliga-Spieljahr 2014/15 33 Spiele für den MBC, in denen er im Durchschnitt 10,1 Punkte erzielte, somit einen leicht höheren Wert als in seinem ersten Bundesliga-Jahr.
Im Herbst 2015 bestritt er zwei Ligaspiele für den griechischen Erstligisten Aries Trikala, wechselte dann zu ČEZ Basketball Nymburk nach Tschechien. Im Laufe des Spieljahres 2015/16 ging er zu Aries Trikala zurück. Im Sommer 2016 unterschrieb er in seinem Heimatland einen Vierjahresvertrag mit Keflavik, nutzte dann aber noch vor dem Beginn des Spieljahres 2016/17 einen Ausstiegsklausel, um ein Angebot des Vereins AGO Rethymnou aus Griechenland anzunehmen. Der Isländer ging im Herbst 2016 in seine Heimat zurück, spielte kurz für Keflavík und zog Ende Oktober 2016 zu Limburg United (Belgien) weiter. Er kehrte noch während des Spieljahres 2016/17 zu Keflavík zurück, im Frühling 2017 stand Hörður Axel Vilhjálmsson kurz beim italienischen Zweitligisten Kleb Basket Ferrara unter Vertrag.
Im Spieljahr 2017/18 spielte er erst beim BK Astana in Kasachstan. Er spielte dann wieder für Keflavík in seinem Heimatland, Ende März 2018 schloss er sich dem griechischen Erstligisten G.S. Kymi an. Anschließend schloss er sich abermals Keflavík an. Im Spieljahr 2020/21 wurde Hörður Axel Vilhjálmsson als bester Verteidiger der isländischen Liga ausgezeichnet.
In der Sommerpause 2023 wechselte er zu Ungmennafélag Álftaness.

## Nationalmannschaft
Seit der U16 war Hörður Axel Vilhjálmsson stets Teil der isländischen Nationalmannschaft, zu dessen A-Kader er gehört. 2015 gelang es der isländischen Basketballnationalmannschaft erstmals, sich für einen internationalen Wettbewerb, die Europameisterschaft, zu qualifizieren. Später wurde er Spielführer der isländischen Nationalmannschaft und nahm 2017 abermals an einer EM-Endrunde teil.

## Privat
Hörður Vilhjálmsson ist verheiratet.